# Jussy-Champagne
Jussy-Champagne é uma comuna francesa na região administrativa do Centro, no departamento Cher. Estende-se por uma área de 28,25 km². Em 2010 a comuna tinha 204 habitantes (densidade: 7,2 hab./km²).